# Chlorops picta
Chlorops picta är en tvåvingeart som beskrevs av Johann Wilhelm Meigen 1838. Chlorops picta ingår i släktet Chlorops och familjen fritflugor.
Artens utbredningsområde är Tyskland. Inga underarter finns listade i Catalogue of Life.